# 大理毛肢溪蟹
大理毛肢溪蟹（学名：Trichopotamon daliense）为溪蟹科毛肢溪蟹属的动物。在中国大陆，分布于云南等地，常见于海拔1800米左右的稻田田埂或深水塘的泥洞中、底质为黑泥沙。